# لزلی هزلتون
لزلی هزلتون ((به انگلیسی: Lesley Hazleton)، متولد ۱۹۴۵) نویسنده آمریکایی-بریتانیایی است که آثارش در مورد سیاست، دین و تاریخ خصوصا خاورمیانه است. او گزارشگر نیویورک تایمز بوده‌ است و برای نشریات متعددی از جمله نیویورک تایمز، نیویورک ریویو آو بوکز، هارپرز، ملت، و جمهوری جدید در زمینه خاورمیانه نوشته است.

## زندگی‌نامه
هزلتون در انگلیس متولد شد، و در سال ۱۹۹۴ شهروند آمریکا شده‌است. او از سال ۱۹۶۶ تا ۱۹۷۹، از بیت‌المقدس و از سال ۱۹۷۹ تا ۱۹۹۲ از شهر نیویورک برای نیویورک تایمز گزارشگری می‌کرده‌است. او دارای مدرک فوق لیسانس روانشناسی از دانشگاه عبری اورشلیم است.
در آوریل 2010، او وبلاگ الهیات تصادفی که «نگاهی آگنوستیک به دین، سیاست، و هستی» دارد را راه اندازی کرد. در سپتامبر 2011، او جایزه نابغه در ادبیات را از سوی مجله The Stranger دریافت کرد.
کتاب او، با نام اولین مسلمان: زندگینامه محمد، در سال 2013 منتشر شد..
آخرین کتاب او، با نام  آگنوستیک: مانیفست روحی که در بهار 2016 چاپ شد، توسط نیویورک تایمز به عنوان " حیاتی و شیطانی " و همچنین به عنوان " گسترده ..درعین حال عمیقا در زندگی روزمره انسان ریشه زده " ستوده شد. 

## سخنرانی‌ها
در Ted.com دو ویدئو از صحبت‌های او موجود است:
تدِ جهانی 2013 (TEDGlobal 2013): شکِ لازمه وجود ایمان. «وقتی لزلی هازلتون زندگی نامهٔ (حضرت) محمد را می‌نوشت، چیزی او را متعجب کرد: شبی که قرآن به او (حضرت محمد) الهام شد، بر طبق اولین مکتوبات، اولین واکنشش تردید، هیبت و حتی ترس بود. با این وجود این تجربه بنیان اعتقادش شد. هازلتون شک و پرسشگری را شالودهٔ ایمان می‌داند و همچنین پایانی بر هر گونه بنیادگرائی.»
TEDxRainier 2011 (این ویدئو در طی یکی از کنفرانس‌های تدکس در اکتبر ۲۰۱۰ (سیاتل، واشینگتن) ضبط شده‌است): مروری بر نحوه مطالعه قرآن. «لزلی هازلتون یک روز شروع به خواندن قرآن کرد، و آن چیزی که فهمید به عنوان یک نامسلمان یا به قول خودش «یک توریست» در کتاب مقدس مسلمانان، چیزی نبود که انتظار داشت. هازلتون در عین جدیت آکادمیک همراه با طنزی دلنشین، بخشش، انعطاف‌پذیری و رمزآلودی ای که در قرآن پیدا کرده، با دیگران به اشتراک گذاشت.»
TDSummit 2017: "وقتی در مورد روح صحبت می کنیم در مورد چه چیزی صحبت می کنیم؟."
2018 TEDxSeattle: "مردن چه اشکالی دارد؟

## تالیفات
- آگنوستیک: مانیفست روحی (منتخب سردبیران نیویورک تایمز) سال 2016[۷]
- اولین مسلمان: زندگینامه محمد ( منتخب سردبیران نیویورک تایمز) سال 2013[۶]
- پس از پیامبر: داستان حماسی جدایی شیعه و سنی[۱۱] (فینالیست جایزه قلم-آمریکا در سال ۲۰۱۰[۱۲])
- جزبل: داستان ناگفته ملکه هارلت در انجیل[۱۳](فینالیست جایزه کتاب واشینگتن در سال ۲۰۰۸[۱۴])
- مریم: زندگانی گوشت و خونی مادر مقدس[۱۵](برنده جایزه کتاب واشینگتن در سال ۲۰۰۵[۱۴])
- اورشلیم، اورشلیم: شرح حال جنگ، صلح، تعصب و سیاست[۱۶](برنده جایزه‌های کمیته آمریکاییان یهودی و جایزه کتاب زمان حال در سال ۱۹۸۷[۱۷])
- جایی که کوه‌ها غرش می‌کنند: گزارشی شخصی از سینا[۱۸]
- زنان اسرائیلی: واقعیت پشت افسانه ها [۱۹]
- انگلستان، انگلستان خونین: بازگشت یک مهاجر خارجی [۲۰]
- اعترافات یک زن سریع (1986) [۲۱]
- رانندگی به دیترویت: اودیسه خودرویی[۲۲]